# キャッスル級コルベット
キャッスル級コルベット（キャッスルきゅうコルベット、英語: Castle-class corvette）は、イギリス海軍のコルベットの艦級。

## 来歴
第二次世界大戦の勃発に伴う護衛艦のニーズ増大に対応するため、イギリス海軍は、戦前から建造されていたブラックスワン級スループやハント級駆逐艦に加えて、まず沿岸護衛艦としてフラワー級コルベット、ついで航洋護衛艦としてリバー級フリゲート、これを元に急速大量建造に対応したロック級フリゲートと、戦時量産に対応した護衛艦の建造を進めてきた。
しかし全ての造船台がロック級の建造に対応していたわけではなかったため、これらの造船台を活用して建造できる小型版が開発されることになった。これが本級である。

## 設計
上記の経緯から、多くの点でロック級と共通化して設計された。ただしロック級ではブロック工法が採用されていたのに対し、本級を建造するような小規模造船所ではこの種の新しい工法に不慣れであったことから、本級では在来型の工法が採用された。
本級は先行するフラワー級よりも大型で堪航性に優れるものと期待された。主機はフラワー級と同じ直立型4気筒3段膨張式レシプロ蒸気機関とされたが、ボイラーはスコッチボイラーではなく、ロック級と同じアドミラルティ式3胴型水管ボイラーが採用された。
排水量は増大したものの、船体長の延長による造波抵抗の低減により、速力はあまり変わらなかった。また船型拡大によって重油搭載量も増大しており、航続距離も延伸されている。

## 装備
艦砲はリバー級と同じ40口径10.2cm単装砲（QF 4インチ砲Mk.XIX）とされた。またフラワー級では艦橋直前の砲座に搭載されていたのに対し、本級では対潜迫撃砲との位置関係から、船首楼甲板上に移されている。高角機銃としては、70口径20mm機銃の連装銃架と単装銃架を2基ずつ搭載するのが標準的であった。
対潜兵器はロック級と同構成で、スキッド対潜迫撃砲と爆雷15発（爆雷投射機2基と爆雷投下軌条1条）とされた。

## 同型艦
1. アリントンキャッスル
2. アニック・キャッスル
3. アンバリー・キャッスル
4. バンボロー・キャッスル
5. バーナード・キャッスル
6. バークレイ・キャッスル
7. ケースター・キャッスル
8. カリスブルック・キャッスル
  - 1945年2月バレンツ海にてドイツ軍潜水艦の雷撃を受け大破・放棄。
9. デンビー・キャッスル
10. ダンバートン・キャッスル
11. ファーナム・キャッスル
12. フリント・キャッスル
13. ギルフォード・キャッスル
  - カナダ海軍に譲渡、「ヘスペラー」に改称。
14. ハドレー・キャッスル
15. ヘディンガム・キャッスル（初代）
  - カナダ海軍に譲渡、「オレンジヴィル」に改称。その後中華民国海軍に売却、德安（De An）に改称。
16. ヘディンガム・キャッスル（２代）
  - 当初の艦名「ゴーリー・キャッスル」
17. ヒーヴァー・キャッスル
  - カナダ海軍に譲渡、「カッパー・クリフ」に改称。
18. ハースト・キャッスル
  - 1944年9月アイルランド沖にてドイツ軍潜水艦の雷撃を受け沈没。
19. ケニルワース・キャッスル
20. ネイルズバラ・キャッスル
21. ランカスター・キャッスル
22. ローンセストン・キャッスル
23. リーズ・キャッスル
24. メイデン・キャッスル
25. モーペス・キャッスル
26. ノーハム・キャッスル
  - カナダ海軍に譲渡、「ハンバーストーン」に改称。
27. ナンニー・キャッスル
  - カナダ海軍に譲渡、「ボーマンヴィル」に改称。中華民国に売却後中国人民解放軍が鹵獲、広州（Guang Zhou）として使用。
28. オーカム・キャッスル
29. オックスフォードキャッスル
30. ペンブローク・キャッスル
  - カナダ海軍に譲渡、「ティルソンバーグ」に改称。その後中華民国海軍に売却、高安（Kao An）に改称。
31. ペベンシーキャッスル
32. ポーチェスターキャッスル
33. レーリー・キャッスル
34. ライジング・キャッスル
  - カナダ海軍に譲渡、「アーンプライア」に改称。その後ウルグアイ海軍に売却され「モンテビデオ」に改称
35. ラッシェンキャッスル
36. サンドゲート・キャッスル
  - カナダ海軍に譲渡、「セント・トマス」に改称。
37. スカーバラ・キャッスル
38. シェーボーン・キャッスル
  - カナダ海軍に譲渡、「ペトロリア」に改称。
39. シュルーズベリー・キャッスル
  - ノルウェー海軍に譲渡、「トンスベルグ・キャッスル」に改称。1944年12月に触雷し沈没。
40. タムワース・キャッスル
  - カナダ海軍に譲渡、「キンカーディン」に改称。
41. ティンタージェル・キャッスル
42. ワルマー・キャッスル
  - カナダ海軍に譲渡、「リーサイド」に改称。
43. ウルヴィジー・キャッスル
  - カナダ海軍に譲渡、「ハンツヴィル」に改称。
44. ヨーク・キャッスル